# Hyloscirtus staufferorum
Hyloscirtus staufferorum es una especie de anfibios de la familia Hylidae. Se llama así en honor a John y Ruth Stauffer, que apoyaron financieramente el programa de investigación.
Es endémica de la provincia de Napo (Ecuador), entre 2.040 y 2.500 m de altitud.
Sus hábitats naturales son los bosques nubosos montanos y los ríos.
Está amenazada de extinción por la destrucción de su hábitat natural.